# Österreich zuerst
„Österreich zuerst“ war der Name eines Volksbegehrens, das 1992 von der Freiheitlichen Partei Österreichs unter der Führung von Jörg Haider initiiert wurde und von 25. Jänner bis 1. Februar 1993 zur Unterzeichnung auflag. Es wurde von 416.531 Menschen unterstützt.

## Hintergrund
Das Volksbegehren wurde als einer der ersten Punkte der Neuorientierung der Freiheitlichen Partei präsentiert, in deren Verlauf der liberale Flügel der Partei weiter an den Rand gedrängt und der Umgang mit Zuwanderung zum Kernthema der Politik der FPÖ wurde. Bevor es initiiert wurde, forderte die FPÖ im Herbst 1992 im Nationalrat die Einsetzung eines Sonderausschusses „zur Behandlung des Ausländerthemas“, um ihre Ideen einer restriktiven Gesetzgebung zu diskutieren. Andernfalls wollte man diesen Plänen über ein Volksbegehren Nachdruck verleihen. Nachdem die anderen Parlamentsparteien (SPÖ, ÖVP und Grüne) die Einsetzung dieses Sonderausschusses ablehnten, beschloss die FPÖ im Oktober 1992 das Volksbegehren „Österreich zuerst“ auf den Weg zu bringen.
Ziel des Begehrens war die Umsetzung folgender zwölf Punkte:
- Verfassungsbestimmung: „Österreich ist kein Einwanderungsland“
- Einwanderungsstop bis zur befriedigenden Lösung der illegalen Ausländerfrage, bis zur Beseitigung der Wohnungsnot und Senkung der Arbeitslosenquote auf 5 Prozent.
- Ausweispflicht für Ausländische Arbeitnehmer am Arbeitsplatz, wobei aus diesem Ausweis die Arbeitsgenehmigung und die Anmeldung zur Krankenversicherung hervorzugehen hat.
- Aufstocken der Exekutive (Fremdenpolizei, Kriminalpolizei), sowie deren bessere Bezahlung und Ausstattung zur Erfassung der illegalen Ausländer und zur wirkungsvolleren Kriminalitätsbekämpfung, insbesondere des organisierten Verbrechens.
- Sofortige Schaffung eines ständigen Grenzschutzes (Zoll, Gendarmerie) statt Bundesheereinsatz.
- Entspannung der Schulsituation durch Begrenzung des Anteils von Schülern mit fremder Muttersprache in Pflicht- und Berufsschulklassen mit höchstens 30 Prozent; bei einem mehr als 30-prozentigen Anteil von fremdsprachigen Kindern Einrichtung von Ausländer-Regelklassen.
- Entspannung der Schulsituation durch Teilnahme am Regelunterricht nur bei ausreichenden Deutschkenntnissen (Vorbereitungsklassen).
- Kein Ausländerwahlrecht bei allgemeinen Wahlen.
- Keine vorzeitige Verleihung der österreichischen Staatsbürgerschaft.
- Rigorose Maßnahmen gegen illegale gewerbliche Tätigkeiten (wie z. B. in Ausländervereinen und -klubs) und gegen Missbrauch von Sozialleistungen.
- Sofortige Ausweisung und Aufenthaltsverbot für ausländische Straftäter.
- Errichtung einer Osteuropa-Stiftung zur Verhinderung von Wanderungsbewegungen.

## Reaktionen
Von Kritikern und häufig in den Medien wurde es als Anti-Ausländer-Volksbegehren bezeichnet, die Intention und die Kampagne dafür als rassistische Hetze betrachtet. Neben den damaligen Regierungsparteien SPÖ und ÖVP sowie den Grünen sprach sich unter anderem auch die Österreichische Bischofskonferenz dagegen aus. Aus Protest gegen das Volksbegehren wurde die Menschenrechtsorganisation SOS Mitmensch gegründet, von der am 23. Jänner 1993 das Lichtermeer, die bislang größte Demonstration der Zweiten Republik, organisiert wurde.
Mit einer Eintragungsquote von 7,35 Prozent der Wahlberechtigten blieb das Volksbegehren klar unterhalb der von der FPÖ erhofften 20 Prozent. Dieses Ergebnis wurde daraufhin in den Medien als Niederlage Jörg Haiders dargestellt.
Am 4. Februar trat Heide Schmidt, damals stellvertretende Parteivorsitzende, aus der FPÖ aus. Im Vorfeld des Volksbegehrens hatte sie dieser FPÖ-Initiative als einziges Mitglied des Bundesvorstands der Partei die Unterstützung versagt. Mit ihr verließen die FPÖ-Mandatare Thomas Barmüller, Friedhelm Frischenschlager, Hans Helmut Moser und Klara Motter die Partei und gründeten das Liberale Forum. Um einem Ausschluss zuvorzukommen, trat die FPÖ am 8. Juli aus der Liberalen Internationalen aus.
Erneut aufgegriffen wurde der Slogan „Österreich zuerst“ von der FPÖ unter der Führung von Heinz-Christian Strache unter anderem auf Wahlplakaten, als Titel eines von Strache gesprochenen am Rap angelehnten Musikstücks  und indem er als Motto dem am 18. Juni 2011 beschlossenen neuen Parteiprogramm vorangestellt wurde.